# Клемменсен, Шарлотта
Шарло́тта Кле́мменсен (дат. Charlotte Clemmensen; 29 сентября 1992, Дания) — датская кёрлингистка.

## Достижения
- Чемпионат Дании по кёрлингу среди женщин: золото (2015, 2016, 2017).
- Первенство Европы по кёрлингу среди юниоров: золото (2013), серебро (2012).
- Чемпионат Дании по кёрлингу среди юниоров: золото (2013, 2014).

## Команды
| Сезон   | Четвёртый               | Третий              | Второй                  | Первый                  | Запасной                                                       | Турниры                                           |
| ------- | ----------------------- | ------------------- | ----------------------- | ----------------------- | -------------------------------------------------------------- | ------------------------------------------------- |
| 2009    | Метте де Неергор        | Мари де Неергор     | Natasha Hinze Glenstrøm | Шарлотта Клемменсен     | Кристин Свенсен (ЧМЮ) тренер: Ole de Neergaard                 | ЧДЮ 2009 · ЧМЮ 2009 (8 место)                     |
| 2011    | Стефани Нильсен         | Jannie Gundry       | Кристин Свенсен         | Cecilie Hygom           | Шарлотта Клемменсен тренер: Кирстен Йенсен                     | ПЕКЮ 2011 (4 место)                               |
| 2012    | Стефани Нильсен         | Jannie Gundry       | Кристин Свенсен         | Natasha Hinze Glenstrøm | Шарлотта Клемменсен тренер: Микаэль Харри                      | ПЕКЮ 2012                                         |
| 2013    | Стефани Рисдаль Нильсен | Jannie Gundry       | Шарлотта Клемменсен     | Изабелла Клемменсен     | Юли Хёг Catrine Edelskov                                       | ЧДЮ 2013                                          |
| 2013    | Стефани Рисдаль Нильсен | Janne Gundry        | Изабелла Клемменсен     | Шарлотта Клемменсен     | Юли Хёг тренеры: Ульрик Шмидт (ПЕКЮ) Хелена Блак Лаурсен (ЧМЮ) | ПЕКЮ 2013 · ЧМЮ 2013 (6 место)                    |
| 2013—14 | Стефани Рисдаль Нильсен | Janne Gundry        | Шарлотта Клемменсен     | Юли Хёг                 | Изабелла Клемменсен                                            | ЧДЖ 2014 (4 место)                                |
| 2014    | Кристин Свенсен         | Изабелла Клемменсен | Юли Хёг                 | Шарлотта Клемменсен     | Sara Rasmussen (ЧМЮ) тренер: Ульрик Шмидт                      | ЧДЮ 2014 · ЧМЮ 2014 (10 место)                    |
| 2014—15 | Лене Нильсен            | Янне Эллегорд       | Стефани Рисдаль         | Шарлотта Клемменсен     | Изабелла Клемменсен тренер: Ульрик Шмидт                       | ЧЕ 2014 (4 место) ЧМ 2015 (8 место)               |
| 2015—16 | Лене Нильсен            | Хелле Симонсен      | Стефани Рисдаль         | Шарлотта Клемменсен     | Изабелла Клемменсен тренер: Ульрик Шмидт                       | ЧЕ 2015 (4 место) ЧМ 2016 (8 место)               |
| 2016    | Лене Нильсен            | Стефани Рисдаль     | Шарлотта Клемменсен     | Изабелла Клемменсен     |                                                                | ЧДЖ 2016                                          |
| 2016—17 | Лене Нильсен            | Мадлен Дюпон        | Стефани Рисдаль         | Шарлотта Клемменсен     | Дениз Дюпон тренер: Ульрик Шмидт                               | ЧЕ 2016 (5 место) · ЧДЖ 2017 · ЧМ 2017 (12 место) |

(скипы выделены полужирным шрифтом)

## Частная жизнь
Сестра Шарлотты, Изабелла Клемменсен — тоже кёрлингистка, они многократно играли вместе в одной команде.